# Reyðarfjörður (Fjord)
Der Reyðarfjörður  ist der längste Fjord der Ostfjorde Islands. Innen im Fjord am Nordufer liegt die gleichnamige Stadt, die ursprünglich Búðareyri hieß.
Der Fjord reicht 30 km weit ins Land und hat eine Breite von bis zu 7 km. Das Gebiet liegt in der Gemeinde Fjarðabyggð. Innen zweigt nach Norden der Eskifjörður ab. 
Am Südwestzipfel erreicht die Ringstraße aus Richtung Egilsstaðir den Fjord um dann im Fáskrúðsfjarðargöng zu verschwinden. Das weitere Südufer wird vom  Vattarnesvegur  erschlossen. Am Nordufer führt der Norðfjarðarvegur  bis nach Eskifjörður. Von dem Ort führt der Helgustaðavegur  sowie der  Vöðlavíkurvegur  weiter entlang des Nordufers.